# Песните на нашите деца
Песните на нашите деца е вторият фолклорен албум на Димитър Аргиров с български народни песни, издаден от Double D Music на 24 юни 2016 г. Посветен е на 85-годишнината от рождението на Илия Аргиров.

## Информация за албума
Албумът е съставен от 12 песни из репертоара на Илия Аргиров, като има включена и една негова самостоятелна песен. Всички останали се пеят от Димитър Аргиров, като три от тях са в дует с певците Деси Добрева, Костадинка Танчева и Благовест Бичаков. Разработките са на Никола Ваклинов (песен 1,3,5,7,11 и 12) и Димитър Аргиров (песен 2,4,6,8,9,10 и 13). В дигиталната версия има една допълнителна бонус песен.